# +Teamgeist

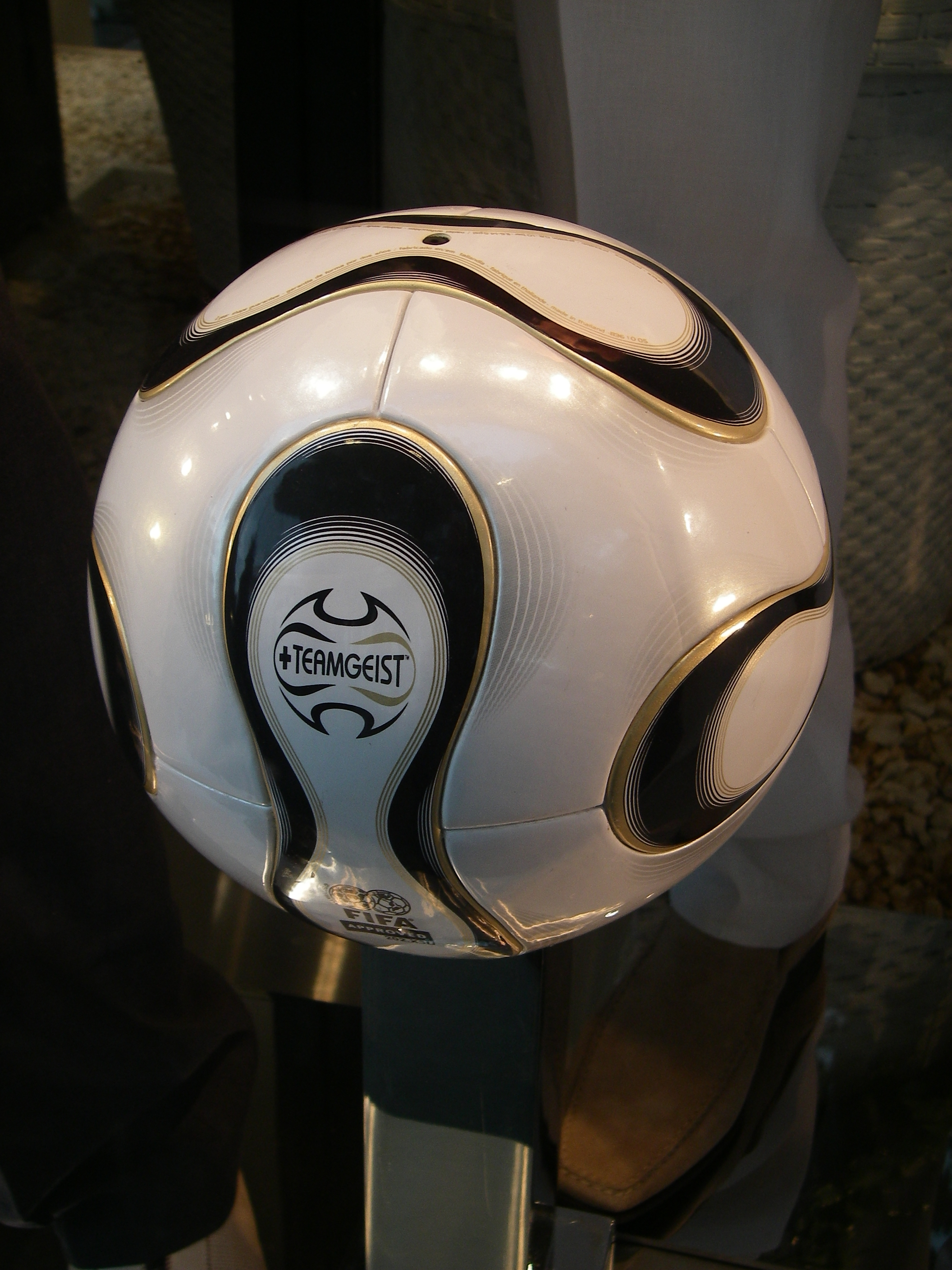
En +Teamgeist-boll.

+Teamgeist (Teamgeist är tyska för "laganda") var den officiella fotbollen vid fotbolls-VM i Tyskland 2006. Bollen är framtagen av Adidas efter 3 års utveckling. Adidas har utvecklat fotbollarna till fotbolls-VM sedan 1970.

## Konstruktion
Bollen består av 14 hoplimmade paneler sammanförda under värmetryck istället för den klassiska bollen som består av 32 5- och 6-kantiga rutor vilka är hopsydda. Det innebär att antalet trefältsskarvar minskats med 60 %, från 60 till 24. Den nya konstruktionen medför att bollen blir rundare och mer motståndskraftig mot vatten. Aerodynamiken blir också bättre och på så sätt kan bollbanan förutses bättre.